# Copa Venezuela 2013
La Copa Venezuela 2013 fue la 40.ª edición del clásico torneo de copa entre clubes de Venezuela y en el cual participaron  clubes de la Primera División y Segunda División. El torneo fue  dirigido por la Federación Venezolana de Fútbol.
En esta competencia es obligatoria la alineación de jugadores nacidos en los años 93-94, y su sustitución será libre una vez comenzado el partido; entretanto, los jugadores de los años 95-96 solo podrán ser sustituidos por jugadores de su misma edad.
El ganador del torneo obtiene el primer cupo a la Copa Sudamericana 2014, de acuerdo con las bases de competencia establecidas por la Federación Venezolana de Fútbol; además de comenzar en la fase final (octavos de final) de la Copa Venezuela 2014.

## Equipos participantes
| Primera fase               | Primera fase               | Primera fase               | Primera fase                  |
| -------------------------- | -------------------------- | -------------------------- | ----------------------------- |
| Arroceros de Calabozo (2°) | Angostura FC (2°)          | Deportivo San Antonio (2°) | Estudiantes de Caroní (2°)    |
| Lotería del Táchira (2°)   | Unión Atlético Falcón (2°) | Universidad Central (2°)   | Universidad de los Andes (2°) |
| Segunda fase               |                            |                            |                               |
| Aragua FC (1°)             | Atlético El Vigía (1°)     | Atlético Venezuela (1°)    | Carabobo FC (1°)              |
| Caracas FC (1°)            | Deportivo La Guaira (1°)   | Deportivo Lara (1°)        | Deportivo Petare (1°)         |
| Deportivo Táchira (1°)     | Estudiantes de Mérida (1°) | SC Guaraní (2°)            | Guatire FC (2°)               |
| Llaneros de Guanare (1°)   | Metropolitanos FC (2°)     | Mineros de Guayana (1°)    | Monagas SC (2°)               |
| Policía de Lara (2°)       | Portuguesa FC (2°)         | Real Anzoátegui (2°)       | Trujillanos FC (1°)           |
| Tucanes de Amazonas (1°)   | Ureña SC (2°)              | Yaracuyanos FC (1°)        | Zulia FC (1°)                 |
| Tercera fase               |                            |                            |                               |
| Deportivo Anzoátegui (1°)  | Zamora FC (1°)             |                            |                               |

## Distribución
|                           | Equipos que entran en esta fase |
| ------------------------- | --- |
| Primera fase (8 equipos)  | - 8 equipos de Segunda División clasificados del Torneo de Promoción y Permanencia (que no sean equipos filiales). |
| Segunda fase (28 equipos) | - 16 equipos de Primera División, excepto el Campeón Nacional ni el Campeón vigente de la Copa. - 8 equipos de Segunda División provenientes del Torneo de Ascenso, y que no sean equipos filiales. - 4 equipos de la primera fase, ganadores de sus respectivas llaves. |
| Fase final (16 equipos)   | - El Deportivo Anzoátegui, accede a la tercera fase como defensor del título - El Zamora FC, accede a la tercera fase por ser el campeón nacional. - 14 equipos de la primera fase, ganadores de sus respectivas llaves.                                                 |

## Fases Previas

### Primera fase
La primera fase se jugara a partidos de ida y vuelta, con la participación de ocho conjuntos de segunda división emparejados en cuatro llaves, de acuerdo a su proximidad geográfica. Los partidos de ida se jugarán el 14 de agosto y los partidos de vuelta el 21 de agosto.
| Equipo local ida      | Resultado | Equipo visitante ida     | Ida | Vuelta |
| --------------------- | --------- | ------------------------ | --- | ------ |
| Universidad Central   | 2-1       | Arroceros de Calabozo    | 0-0 | 2-1    |
| Angostura FC          | 0-1       | Estudiantes de Caroní    | 0-1 | 0-0    |
| Unión Atlético Falcón | 3-1       | Universidad de los Andes | 1-0 | 2-1    |
| Lotería del Táchira   | 2-2(v)    | Deportivo San Antonio    | 2-2 | 0-0    |

### Segunda fase
La segunda fase se jugará a partidos de ida y vuelta, con la participación de veintiocho conjuntos emparejados en dos grupos de siete llaves, de acuerdo a su proximidad geográfica. Los partidos se jugarán entre el 28 de agosto y el 8 de septiembre
Grupo Centro Oriental
| Equipo local ida      | Resultado | Equipo visitante ida | Ida | Vuelta |
| --------------------- | --------- | -------------------- | --- | ------ |
| 'Guatire FC'          | 2-1       | Tucanes de Amazonas  | 1-0 | 1-1    |
| Universidad Central   | 0-2       | Caracas FC           | 0-0 | 0-2    |
| Estudiantes de Caroní | 2-4       | Mineros de Guayana   | 1-3 | 1-1    |
| SC Guaraní            | 1-6       | Aragua FC            | 0-3 | 1-3    |
| Metropolitanos FC     | 1-2       | Deportivo La Guaira  | 1-0 | 0-2    |
| Real Anzoátegui       | 2-3       | Atlético Venezuela   | 1-0 | 1-3    |
| Monagas SC            | 3-3(v)    | Deportivo Petare     | 2-3 | 1-0    |

Grupo Occidental
| Equipo local ida      | Resultado | Equipo visitante ida  | Ida | Vuelta |
| --------------------- | --------- | --------------------- | --- | ------ |
| Ureña SC              | 1-6       | Deportivo Táchira     | 1-2 | 0-4    |
| Deportivo San Antonio | 1-8       | Atlético El Vigía     | 1-3 | 0-5    |
| Unión Atlético Falcón | 3-4       | Trujillanos FC        | 3-1 | 0-3    |
| Portuguesa FC         | 3-2       | Deportivo Lara        | 2-1 | 1-1    |
| 'Policía de Lara'     | 4-4(v)    | Llaneros de Guanare   | 2-0 | 2-4    |
| Yaracuyanos FC        | 2-1       | Zulia FC              | 1-1 | 1-0    |
| Carabobo FC           | 0-5       | Estudiantes de Mérida | 0-0 | 0-5    |

- Por ser el campeón defensor y el campeón nacional, Deportivo Anzoátegui y Zamora FC clasifican automáticamente a la fase final.

## Fase final
La fase final consistirá en cuatro rondas eliminatorias a doble partido. El local en la ida se encuentra en la línea de abajo, el local en la vuelta está en la línea de arriba.
|  | Octavos de final                | Octavos de final                | Octavos de final                |                  |   | Cuartos de final              | Cuartos de final              | Cuartos de final              |  |  | Semifinales                    | Semifinales                    | Semifinales                    |  |  | Final                            | Final                            | Final                            |
|  | 18 de septiembre y 2 de octubre | 18 de septiembre y 2 de octubre | 18 de septiembre y 2 de octubre |                  |   | 13 de octubre y 23 de octubre | 13 de octubre y 23 de octubre | 13 de octubre y 23 de octubre |  |  | 30 de octubre y 6 de noviembre | 30 de octubre y 6 de noviembre | 30 de octubre y 6 de noviembre |  |  | 27 de noviembre y 4 de diciembre | 27 de noviembre y 4 de diciembre | 27 de noviembre y 4 de diciembre |
|  |                                 |                                 |                                 |                  |   |                               |                               |                               |  |  |                                |                                |                                |  |  |                                  |                                  |                                  |
|  |                                 |                                 |                                 |                  |   |                               |                               |                               |  |  |                                |                                |                                |  |  |                                  |                                  |                                  |
|  |                                 |                                 |                                 |                  |   |                               |                               |                               |  |  |                                |                                |                                |  |  |                                  |                                  |                                  |
|  | Deportivo Petare                | 3                               | 2                               |                  |   |                               |                               |                               |  |  |                                |                                |                                |  |  |                                  |                                  |                                  |
|  | Deportivo Petare                | 3                               | 2                               |                  |   |                               |                               |                               |  |  |                                |                                |                                |  |  |                                  |                                  |                                  |
|  | Guatire FC                      | 0                               | 2                               |                  |   |                               |                               |                               |  |  |                                |                                |                                |  |  |                                  |                                  |                                  |
|  | Guatire FC                      | 0                               | 2                               | Deportivo Petare | 0 | 2                             |                               |                               |  |  |                                |                                |                                |  |  |                                  |                                  |                                  |
|  |                                 |                                 |                                 |                  | 0 | 2                             |                               |                               |  |  |                                |                                |                                |  |  |                                  |                                  |                                  |
|  |                                 | Caracas FC                      | 1                               | 3                |   |                               |                               |                               |  |  |                                |                                |                                |  |  |                                  |                                  |                                  |
|  | Atlético Venezuela              | Caracas FC                      | 1                               | 3                | 0 | 1                             |                               |                               |  |  |                                |                                |                                |  |  |                                  |                                  |                                  |
|  | Atlético Venezuela              |                                 |                                 |                  | 0 | 1                             |                               |                               |  |  |                                |                                |                                |  |  |                                  |                                  |                                  |
|  | Caracas FC                      | 2                               | 1                               |                  |   |                               |                               |                               |  |  |                                |                                |                                |  |  |                                  |                                  |                                  |
|  | Caracas FC                      | 2                               | 1                               | Caracas FC       | 1 | 2                             |                               |                               |  |  |                                |                                |                                |  |  |                                  |                                  |                                  |
|  |                                 |                                 |                                 |                  | 1 | 2                             |                               |                               |  |  |                                |                                |                                |  |  |                                  |                                  |                                  |
|  |                                 | Aragua FC                       | 0                               | 1                |   |                               |                               |                               |  |  |                                |                                |                                |  |  |                                  |                                  |                                  |
|  | Deportivo La Guaira             | Aragua FC                       | 0                               | 1                | 0 | 1                             |                               |                               |  |  |                                |                                |                                |  |  |                                  |                                  |                                  |
|  | Deportivo La Guaira             |                                 |                                 |                  | 0 | 1                             |                               |                               |  |  |                                |                                |                                |  |  |                                  |                                  |                                  |
|  | Aragua FC                       | 1                               | 1                               |                  |   |                               |                               |                               |  |  |                                |                                |                                |  |  |                                  |                                  |                                  |
|  | Aragua FC                       | 1                               | 1                               | Aragua FC        | 1 | 3                             |                               |                               |  |  |                                |                                |                                |  |  |                                  |                                  |                                  |
|  |                                 |                                 |                                 |                  | 1 | 3                             |                               |                               |  |  |                                |                                |                                |  |  |                                  |                                  |                                  |
|  |                                 | Deportivo Anzoátegui            | 1                               | 1                |   |                               |                               |                               |  |  |                                |                                |                                |  |  |                                  |                                  |                                  |
|  | Dvo. Anzoátegui (p)             | Deportivo Anzoátegui            | 1                               | 1                | 0 | 2 (5)                         |                               |                               |  |  |                                |                                |                                |  |  |                                  |                                  |                                  |
|  | Dvo. Anzoátegui (p)             |                                 |                                 |                  | 0 | 2 (5)                         |                               |                               |  |  |                                |                                |                                |  |  |                                  |                                  |                                  |
|  | Mineros de Guayana              | 2                               | 0 (3)                           |                  |   |                               |                               |                               |  |  |                                |                                |                                |  |  |                                  |                                  |                                  |
|  | Mineros de Guayana              | 2                               | 0 (3)                           | Caracas FC       | 1 | 2                             |                               |                               |  |  |                                |                                |                                |  |  |                                  |                                  |                                  |
|  |                                 |                                 |                                 |                  | 1 | 2                             |                               |                               |  |  |                                |                                |                                |  |  |                                  |                                  |                                  |
|  |                                 | Deportivo Táchira               | 2                               | 0                |   |                               |                               |                               |  |  |                                |                                |                                |  |  |                                  |                                  |                                  |
|  | Estudiantes FC                  | Deportivo Táchira               | 2                               | 0                | 1 | 1                             |                               |                               |  |  |                                |                                |                                |  |  |                                  |                                  |                                  |
|  | Estudiantes FC                  |                                 |                                 |                  | 1 | 1                             |                               |                               |  |  |                                |                                |                                |  |  |                                  |                                  |                                  |
|  | Trujillanos FC                  | 1                               | 2                               |                  |   |                               |                               |                               |  |  |                                |                                |                                |  |  |                                  |                                  |                                  |
|  | Trujillanos FC                  | 1                               | 2                               | Trujillanos FC   | 0 | 1                             |                               |                               |  |  |                                |                                |                                |  |  |                                  |                                  |                                  |
|  |                                 |                                 |                                 |                  | 0 | 1                             |                               |                               |  |  |                                |                                |                                |  |  |                                  |                                  |                                  |
|  |                                 | Zamora FC                       | 2                               | 0                |   |                               |                               |                               |  |  |                                |                                |                                |  |  |                                  |                                  |                                  |
|  | Zamora FC                       | Zamora FC                       | 2                               | 0                | 3 | 6                             |                               |                               |  |  |                                |                                |                                |  |  |                                  |                                  |                                  |
|  | Zamora FC                       |                                 |                                 |                  | 3 | 6                             |                               |                               |  |  |                                |                                |                                |  |  |                                  |                                  |                                  |
|  | Policía de Lara                 | 0                               | 4                               |                  |   |                               |                               |                               |  |  |                                |                                |                                |  |  |                                  |                                  |                                  |
|  | Policía de Lara                 | 0                               | 4                               | Zamora FC        | 0 | 0                             |                               |                               |  |  |                                |                                |                                |  |  |                                  |                                  |                                  |
|  |                                 |                                 |                                 |                  | 0 | 0                             |                               |                               |  |  |                                |                                |                                |  |  |                                  |                                  |                                  |
|  |                                 | Deportivo Táchira               | 1                               | 2                |   |                               |                               |                               |  |  |                                |                                |                                |  |  |                                  |                                  |                                  |
|  | Portuguesa FC                   | Deportivo Táchira               | 1                               | 2                | 2 | 1                             |                               |                               |  |  |                                |                                |                                |  |  |                                  |                                  |                                  |
|  | Portuguesa FC                   |                                 |                                 |                  | 2 | 1                             |                               |                               |  |  |                                |                                |                                |  |  |                                  |                                  |                                  |
|  | Yaracuyanos FC                  | 3                               | 2                               |                  |   |                               |                               |                               |  |  |                                |                                |                                |  |  |                                  |                                  |                                  |
|  | Yaracuyanos FC                  | 3                               | 2                               | Yaracuyanos FC   | 2 | 0 (1)                         |                               |                               |  |  |                                |                                |                                |  |  |                                  |                                  |                                  |
|  |                                 |                                 |                                 |                  | 2 | 0 (1)                         |                               |                               |  |  |                                |                                |                                |  |  |                                  |                                  |                                  |
|  |                                 | Deportivo Táchira (p)           | 0                               | 2 (3)            |   |                               |                               |                               |  |  |                                |                                |                                |  |  |                                  |                                  |                                  |
|  | Deportivo Táchira               | Deportivo Táchira (p)           | 0                               | 2 (3)            | 1 | 2                             |                               |                               |  |  |                                |                                |                                |  |  |                                  |                                  |                                  |
|  | Deportivo Táchira               |                                 |                                 |                  | 1 | 2                             |                               |                               |  |  |                                |                                |                                |  |  |                                  |                                  |                                  |
|  | Atlético El Vigía               | 1                               | 0                               |                  |   |                               |                               |                               |  |  |                                |                                |                                |  |  |                                  |                                  |                                  |

### Octavos de final
| 18 de septiembre de 2013 | Guatire FC | 0:3 (0:2) | Deportivo Petare                             | Estadio Brígido Iriarte, Caracas                                  |                                                                   |
|                          |            | Reporte   | Jesús Quintero 7' (p), 66' · Heiber Díaz 29' | Asistencia: 310 espectadores Árbitro(s): José Rondón (Anzoátegui) | Asistencia: 310 espectadores Árbitro(s): José Rondón (Anzoátegui) |

| 2 de octubre de 2013 | Deportivo Petare                       | 2:2 (1:0) | Guatire FC                            | Estadio Olímpico de la UCV, Caracas                               |                                                                   |
|                      | Juan Pablo Péndola 42' · José Romo 61' | Reporte   | Héctor García 70' · Jackson Muñoz 79' | Asistencia: 330 espectadores Árbitro(s): Jonathan Navas (Guárico) | Asistencia: 330 espectadores Árbitro(s): Jonathan Navas (Guárico) |

| 18 de septiembre de 2013 | Caracas FC            | 2:0 (0:0) | Atlético Venezuela | Estadio Olímpico de la UCV, Caracas                                     |                                                                         |
|                          | Edder Farías 68', 84' | Reporte   |                    | Asistencia: 4.785 espectadores Árbitro(s): Juan Soto (Distrito Capital) | Asistencia: 4.785 espectadores Árbitro(s): Juan Soto (Distrito Capital) |

| 2 de octubre de 2013 | Atlético Venezuela | 1:1 (0:0) | Caracas FC       | Estadio Brígido Iriarte, Caracas                                      |                                                                       |
|                      | Héctor Perez 65'   | Reporte   | Rómulo Otero 73' | Asistencia: 4.081 espectadores Árbitro(s): Marcos Suárez (Anzoátegui) | Asistencia: 4.081 espectadores Árbitro(s): Marcos Suárez (Anzoátegui) |

| 18 de septiembre de 2013 | Aragua FC          | 1:0 (0:0) | Deportivo La Guaira | Estadio Hermanos Ghersi, Maracay                                |                                                                 |
|                          | Néstor Bareiro 52' | Reporte   |                     | Asistencia: 980 espectadores Árbitro(s): Rafael López (Cojedes) | Asistencia: 980 espectadores Árbitro(s): Rafael López (Cojedes) |

| 3 de octubre de 2013 | Deportivo La Guaira | 1:1 (0:0) | Aragua FC          | Estadio Brígido Iriarte, Caracas                                   |                                                                    |
|                      | Luis Morguillo 48'  | Reporte   | Alexis Aguirre 58' | Asistencia: 442 espectadores Árbitro(s): Alexis Herrera (Carabobo) | Asistencia: 442 espectadores Árbitro(s): Alexis Herrera (Carabobo) |

| 18 de septiembre de 2013 | Mineros de Guayana        | 2:0 (0:0) | Deportivo Anzoátegui | CTE Cachamay, Puerto Ordaz                                           |                                                                      |
|                          | Alejandro Guerra 59', 69' | Reporte   |                      | Asistencia: 8.692 espectadores Árbitro(s): Alexis Herrera (Carabobo) | Asistencia: 8.692 espectadores Árbitro(s): Alexis Herrera (Carabobo) |

| 2 de octubre de 2013 | Deportivo Anzoátegui                            | 2:0 (1:0) (5:3 p.)         | Mineros de Guayana                        | Estadio José Antonio Anzoátegui, Puerto La Cruz                |                                                                |
|                      | José Miguel Boggio 20' · Ronald Giraldo 90'     | Reporte                    |                                           | Asistencia: 779 espectadores Árbitro(s): Paul Riera (Carabobo) | Asistencia: 779 espectadores Árbitro(s): Paul Riera (Carabobo) |
|                      |                                                 | Tiros desde el punto penal |                                           |                                                                |                                                                |
|                      | Medori · Briceño · Giraldo · Moreno · Ramírez · |                            | Jiménez · Vallenilla · Valoyes · Acosta · |                                                                |                                                                |

| 18 de septiembre de 2013 | Portuguesa FC                       | 2:3 (1:1) | Yaracuyanos FC                                                       | Estadio José Antonio Páez, Acarigua                             |                                                                 |
|                          | Wilber Bravo 41' · Heber García 61' | Reporte   | Ender Basabe 23' (a.g) · Yosimar González 57' · Habynson Escobar 65' | Asistencia: 581 espectadores Árbitro(s): José Marquina (Mérida) | Asistencia: 581 espectadores Árbitro(s): José Marquina (Mérida) |

| 2 de octubre de 2013 | Yaracuyanos FC                        | 2:1 (1:0) | Portuguesa FC    | Estadio Florentino Oropeza, San Felipe                             |                                                                    |
|                      | Dennys Herrera 24' · Johan Moreno 71' | Reporte   | Luis Escobar 83' | Asistencia: 1.843 espectadores Árbitro(s): Kevin Sánchez (Barinas) | Asistencia: 1.843 espectadores Árbitro(s): Kevin Sánchez (Barinas) |

| 18 de septiembre de 2013 | Policía de Lara | 0:3 (0:1) | Zamora FC                              | Estadio Farid Richa, Barquisimeto                              |                                                                |
|                          |                 | Reporte   | Luis Vargas 22', 56' · Juan Falcón 54' | Asistencia: 590 espectadores Árbitro(s): Paul Riera (Carabobo) | Asistencia: 590 espectadores Árbitro(s): Paul Riera (Carabobo) |

| 1 de octubre de 2013 | Zamora FC                                                                                             | 6:4 (3:2) | Policía de Lara                                                         | Estadio Agustín Tovar, Barinas                                   |                                                                  |
|                      | Ricardo Clarke 17', 87' · Luis Vargas 41' · César Martínez 44' · Jorge Páez 51' · Pierre Pluchino 90' | Reporte   | Jurjary Freites 37' (p) · Raúl Rodríguez 47', 62' · Aileiker García 64' | Asistencia: 2.213 espectadores Árbitro(s): Jean Gómez (Trujillo) | Asistencia: 2.213 espectadores Árbitro(s): Jean Gómez (Trujillo) |

| 18 de septiembre de 2013 | Trujillanos FC      | 1:1 (0:0) | Estudiantes de Mérida   | Estadio José Alberto Pérez, Valera                                       |                                                                          |
|                          | Mayker González 68' | Reporte   | Giancarlo Maldonado 88' | Asistencia: 359 espectadores Árbitro(s): Mayker Gómez (Distrito Capital) | Asistencia: 359 espectadores Árbitro(s): Mayker Gómez (Distrito Capital) |

| 2 de octubre de 2013 | Estudiantes de Mérida | 1:2 (0:0) | Trujillanos FC                            | Estadio Metropolitano de Mérida, Mérida                            |                                                                    |
|                      | Luciano Ursino 66'    | Reporte   | Gerardo Méndoza 48' · Jesús Collantes 80' | Asistencia: 4.300 espectadores Árbitro(s): Rafael Guarín (Barinas) | Asistencia: 4.300 espectadores Árbitro(s): Rafael Guarín (Barinas) |

| 18 de septiembre de 2013 | Atlético El Vigía   | 1:1 (0:1) | Deportivo Táchira | Estadio Ramón Hernández, El Vigía                                |                                                                  |
|                          | José Carrasquel 56' | Reporte   | José Alí Meza 10' | Asistencia: 995 espectadores Árbitro(s): Rafael Guarín (Barinas) | Asistencia: 995 espectadores Árbitro(s): Rafael Guarín (Barinas) |

| 2 de octubre de 2013 | Deportivo Táchira                          | 2:0 (1:0) | Atlético El Vigía | Polideportivo de Pueblo Nuevo, San Cristóbal                      |                                                                   |
|                      | José Miguel Reyes 36' · César González 64' | Reporte   |                   | Asistencia: 1.839 espectadores Árbitro(s): Rafael López (Cojedes) | Asistencia: 1.839 espectadores Árbitro(s): Rafael López (Cojedes) |

### Cuartos de final
| 13 de octubre de 2013 | Caracas FC         | 1:0 (0:0) | Deportivo Petare | Estadio Olímpico de la UCV, Caracas                               |                                                                   |
|                       | Andrés Sánchez 90' | Reporte   |                  | Asistencia: 5.262 espectadores Árbitro(s): Rafael López (Cojedes) | Asistencia: 5.262 espectadores Árbitro(s): Rafael López (Cojedes) |

| 23 de octubre de 2013 | Deportivo Petare                     | 2:3 (2:0) | Caracas FC                                   | Estadio Olímpico de la UCV, Caracas                                      |                                                                          |
|                       | Rafael Arace 11' · Armando Maita 24' |           | César González 59' · Edder Farías 66', 90+1' | Asistencia: 3.125 espectadores Árbitro(s): Jesús Valenzuela (Portuguesa) | Asistencia: 3.125 espectadores Árbitro(s): Jesús Valenzuela (Portuguesa) |

| 13 de octubre de 2013 | Deportivo Anzoátegui | 1:1 (0:0) | Aragua FC          | Estadio José Antonio Anzoátegui, Puerto La Cruz                 |                                                                 |
|                       | Robert Hernández 77' | Reporte   | Néstor Bareiro 64' | Asistencia: 696 espectadores Árbitro(s): Héctor Rojas (Monagas) | Asistencia: 696 espectadores Árbitro(s): Héctor Rojas (Monagas) |

| 23 de octubre de 2013 | Aragua FC                                | 3:1 (1:1) | Deportivo Anzoátegui | Estadio Hermanos Ghersi, Maracay                                   |                                                                    |
|                       | Néstor Bareiro 38', 63' · Jesús Lugo 62' |           | Edwin Aguilar 14'    | Asistencia: 1.075 espectadores Árbitro(s): Rafael Guarín (Barinas) | Asistencia: 1.075 espectadores Árbitro(s): Rafael Guarín (Barinas) |

| 13 de octubre de 2013 | Zamora FC                            | 2:0 (0:0) | Trujillanos FC | Estadio Agustín Tovar, Barinas                                           |                                                                          |
|                       | Luis Vargas 55' · Moisés Galezzo 72' | Reporte   |                | Asistencia: 4.142 espectadores Árbitro(s): Jesús Valenzuela (Portuguesa) | Asistencia: 4.142 espectadores Árbitro(s): Jesús Valenzuela (Portuguesa) |

| 23 de octubre de 2013 | Trujillanos FC       | 1:0 (0:0) | Zamora FC | Estadio José Alberto Pérez, Valera                              |                                                                 |
|                       | Framber Villegas 67' |           |           | Asistencia: 499 espectadores Árbitro(s): Randy Torrealba (Lara) | Asistencia: 499 espectadores Árbitro(s): Randy Torrealba (Lara) |

| 13 de octubre de 2013 | Deportivo Táchira | 0:2 (0:0) | Yaracuyanos FC                               | Polideportivo de Pueblo Nuevo, San Cristóbal                          |                                                                       |
|                       |                   | Reporte   | Yefferson Velazco 67' · Habynson Escobar 74' | Asistencia: 1.754 espectadores Árbitro(s): Marcos Suárez (Anzoátegui) | Asistencia: 1.754 espectadores Árbitro(s): Marcos Suárez (Anzoátegui) |

| 23 de octubre de 2013 | Yaracuyanos FC                       | 0:2 (0:1) (1:3 p.)         | Deportivo Táchira                            | Estadio Florentino Oropeza, San Felipe                              |                                                                     |
|                       |                                      |                            | Juan Carlos Azócar 40' · José Mera (a.g) 65' | Asistencia: 1.594 espectadores Árbitro(s): Deiner Vásquez (Miranda) | Asistencia: 1.594 espectadores Árbitro(s): Deiner Vásquez (Miranda) |
|                       |                                      | Tiros desde el punto penal |                                              |                                                                     |                                                                     |
|                       | López · Escobar · Moreno · Velasco · |                            | Orozco · Reyes · Meza ·                      |                                                                     |                                                                     |

### Semifinal
| 30 de octubre de 2013 | Aragua FC | 0:1 (0:0) | Caracas FC        | Estadio Hermanos Ghersi, Maracay                                      |                                                                       |
|                       |           | Reporte   | Daniel Febles 77' | Asistencia: 4.527 espectadores Árbitro(s): Marlon Escalante (Táchira) | Asistencia: 4.527 espectadores Árbitro(s): Marlon Escalante (Táchira) |

| 6 de noviembre de 2013 | Caracas FC                             | 2:1 (0:1) | Aragua FC           | Estadio Olímpico de la UCV, Caracas                                   |                                                                       |
|                        | Andrés Sánchez 47' · Luis González 58' | Reporte   | Jaime Bustamante 9' | Asistencia: 4.799 espectadores Árbitro(s): José Luis Hoyos (Trujillo) | Asistencia: 4.799 espectadores Árbitro(s): José Luis Hoyos (Trujillo) |

| 30 de octubre de 2013 | Deportivo Táchira | 1:0 (0:0) | Zamora FC | Polideportivo de Pueblo Nuevo, San Cristóbal                   |                                                                |
|                       | Wilker Ángel 83'  | Reporte   |           | Asistencia: 3.653 espectadores Árbitro(s): José Argote (Zulia) | Asistencia: 3.653 espectadores Árbitro(s): José Argote (Zulia) |

| 6 de noviembre de 2013 | Zamora FC | 0:2 (0:1) | Deportivo Táchira    | Estadio Agustín Tovar, Barinas                                    |                                                                   |
|                        |           | Reporte   | Gelmin Rivas 9', 57' | Asistencia: 9.697 espectadores Árbitro(s): Rafael López (Cojedes) | Asistencia: 9.697 espectadores Árbitro(s): Rafael López (Cojedes) |

## Final

### Final Ida
| 12    | POR   | José Contreras    |       |
| 28    | DEF   | Carlos Rivero     |       |
| 4     | DEF   | Wilker Ángel      |       |
| 26    | DEF   | Giácomo Di Giorgi |       |
| 3     | DEF   | Richard Badillo   |       |
| 5     | MED   | Francisco Flores  |       |
| 27    | MED   | Romery Villamizar | 90+4' |
| x     | MED   | Carlos Cermeño    | 46'   |
| 10    | MED   | Yohandry Orozco   |       |
| 7     | DEL   | José Miguel Reyes |       |
| 17    | DEL   | José Alí Meza     | 65'   |
| D. T. | D. T. | Daniel Farías     |       |

| 1     | POR   | Alain Baroja            |     |
| 2     | DEF   | Francisco Carabalí      |     |
| 4     | DEF   | Roberto Tucker          |     |
| 24    | DEF   | Andrés Sánchez          |     |
| 6     | DEF   | Ruberth Quijada         |     |
| 5     | MED   | Bladimir Morales        |     |
| x     | MED   | Luis Jiménez            |     |
| 13    | MED   | Rómulo Otero            |     |
| 18    | MED   | Luis González           | 73' |
| 14    | MED   | Juan Carlos Castellanos | 46' |
| 27    | DEL   | Edder Farías            | 89' |
| D. T. | D. T. | Eduardo Saragó          |     |

| 9  | Delantero      | Gelmin Rivas | 46'   |
| 6  | Centrocampista | Agnel Flores | 65'   |
| 18 | Delantero      | Juan Azócar  | 90+4' |

| x  | x              | César González    | 73' |
| 9  | Delantero      | Dani Curé         | 46' |
| 15 | Centrocampista | Ricardo Andreutti | 89' |

| 5' · 66' | José Miguel Reyes Agnel Flores | 1:0 2:1 |

| 49' | Rómulo Otero | 1:1 |

| 43' · 48' · 75' | Romeri Villamizar Francisco Flores José Miguel Reyes |

| 48' · 90+4' | Dani Cure Andrés Sánchez |

| Principal  | Adrián Cabello    |
| Asistentes | Jairo Romero      |
|            | José Cecilio Hoyo |
| Cuarto     | Jean Gómez        |

| 12    | POR   | José Contreras    |       |
| 28    | DEF   | Carlos Rivero     |       |
| 4     | DEF   | Wilker Ángel      |       |
| 26    | DEF   | Giácomo Di Giorgi |       |
| 3     | DEF   | Richard Badillo   |       |
| 5     | MED   | Francisco Flores  |       |
| 27    | MED   | Romery Villamizar | 90+4' |
| x     | MED   | Carlos Cermeño    | 46'   |
| 10    | MED   | Yohandry Orozco   |       |
| 7     | DEL   | José Miguel Reyes |       |
| 17    | DEL   | José Alí Meza     | 65'   |
| D. T. | D. T. | Daniel Farías     |       |

| 1     | POR   | Alain Baroja            |     |
| 2     | DEF   | Francisco Carabalí      |     |
| 4     | DEF   | Roberto Tucker          |     |
| 24    | DEF   | Andrés Sánchez          |     |
| 6     | DEF   | Ruberth Quijada         |     |
| 5     | MED   | Bladimir Morales        |     |
| x     | MED   | Luis Jiménez            |     |
| 13    | MED   | Rómulo Otero            |     |
| 18    | MED   | Luis González           | 73' |
| 14    | MED   | Juan Carlos Castellanos | 46' |
| 27    | DEL   | Edder Farías            | 89' |
| D. T. | D. T. | Eduardo Saragó          |     |

| 9  | Delantero      | Gelmin Rivas | 46'   |
| 6  | Centrocampista | Agnel Flores | 65'   |
| 18 | Delantero      | Juan Azócar  | 90+4' |

| x  | x              | César González    | 73' |
| 9  | Delantero      | Dani Curé         | 46' |
| 15 | Centrocampista | Ricardo Andreutti | 89' |

| 5' · 66' | José Miguel Reyes Agnel Flores | 1:0 2:1 |

| 49' | Rómulo Otero | 1:1 |

| 43' · 48' · 75' | Romeri Villamizar Francisco Flores José Miguel Reyes |

| 48' · 90+4' | Dani Cure Andrés Sánchez |

| Principal  | Adrián Cabello    |
| Asistentes | Jairo Romero      |
|            | José Cecilio Hoyo |
| Cuarto     | Jean Gómez        |

| 12    | POR   | José Contreras    |       |
| 28    | DEF   | Carlos Rivero     |       |
| 4     | DEF   | Wilker Ángel      |       |
| 26    | DEF   | Giácomo Di Giorgi |       |
| 3     | DEF   | Richard Badillo   |       |
| 5     | MED   | Francisco Flores  |       |
| 27    | MED   | Romery Villamizar | 90+4' |
| x     | MED   | Carlos Cermeño    | 46'   |
| 10    | MED   | Yohandry Orozco   |       |
| 7     | DEL   | José Miguel Reyes |       |
| 17    | DEL   | José Alí Meza     | 65'   |
| D. T. | D. T. | Daniel Farías     |       |

| 1     | POR   | Alain Baroja            |     |
| 2     | DEF   | Francisco Carabalí      |     |
| 4     | DEF   | Roberto Tucker          |     |
| 24    | DEF   | Andrés Sánchez          |     |
| 6     | DEF   | Ruberth Quijada         |     |
| 5     | MED   | Bladimir Morales        |     |
| x     | MED   | Luis Jiménez            |     |
| 13    | MED   | Rómulo Otero            |     |
| 18    | MED   | Luis González           | 73' |
| 14    | MED   | Juan Carlos Castellanos | 46' |
| 27    | DEL   | Edder Farías            | 89' |
| D. T. | D. T. | Eduardo Saragó          |     |

| 9  | Delantero      | Gelmin Rivas | 46'   |
| 6  | Centrocampista | Agnel Flores | 65'   |
| 18 | Delantero      | Juan Azócar  | 90+4' |

| x  | x              | César González    | 73' |
| 9  | Delantero      | Dani Curé         | 46' |
| 15 | Centrocampista | Ricardo Andreutti | 89' |

| 5' · 66' | José Miguel Reyes Agnel Flores | 1:0 2:1 |

| 49' | Rómulo Otero | 1:1 |

| 43' · 48' · 75' | Romeri Villamizar Francisco Flores José Miguel Reyes |

| 48' · 90+4' | Dani Cure Andrés Sánchez |

| Principal  | Adrián Cabello    |
| Asistentes | Jairo Romero      |
|            | José Cecilio Hoyo |
| Cuarto     | Jean Gómez        |

| 12    | POR   | José Contreras    |       |
| 28    | DEF   | Carlos Rivero     |       |
| 4     | DEF   | Wilker Ángel      |       |
| 26    | DEF   | Giácomo Di Giorgi |       |
| 3     | DEF   | Richard Badillo   |       |
| 5     | MED   | Francisco Flores  |       |
| 27    | MED   | Romery Villamizar | 90+4' |
| x     | MED   | Carlos Cermeño    | 46'   |
| 10    | MED   | Yohandry Orozco   |       |
| 7     | DEL   | José Miguel Reyes |       |
| 17    | DEL   | José Alí Meza     | 65'   |
| D. T. | D. T. | Daniel Farías     |       |

| 1     | POR   | Alain Baroja            |     |
| 2     | DEF   | Francisco Carabalí      |     |
| 4     | DEF   | Roberto Tucker          |     |
| 24    | DEF   | Andrés Sánchez          |     |
| 6     | DEF   | Ruberth Quijada         |     |
| 5     | MED   | Bladimir Morales        |     |
| x     | MED   | Luis Jiménez            |     |
| 13    | MED   | Rómulo Otero            |     |
| 18    | MED   | Luis González           | 73' |
| 14    | MED   | Juan Carlos Castellanos | 46' |
| 27    | DEL   | Edder Farías            | 89' |
| D. T. | D. T. | Eduardo Saragó          |     |

| 9  | Delantero      | Gelmin Rivas | 46'   |
| 6  | Centrocampista | Agnel Flores | 65'   |
| 18 | Delantero      | Juan Azócar  | 90+4' |

| x  | x              | César González    | 73' |
| 9  | Delantero      | Dani Curé         | 46' |
| 15 | Centrocampista | Ricardo Andreutti | 89' |

| 5' · 66' | José Miguel Reyes Agnel Flores | 1:0 2:1 |

| 49' | Rómulo Otero | 1:1 |

| 43' · 48' · 75' | Romeri Villamizar Francisco Flores José Miguel Reyes |

| 48' · 90+4' | Dani Cure Andrés Sánchez |

| Principal  | Adrián Cabello    |
| Asistentes | Jairo Romero      |
|            | José Cecilio Hoyo |
| Cuarto     | Jean Gómez        |

### Final Vuelta
| 1     | POR   | Alain Baroja            |     |
| 29    | DEF   | Jeffre Vargas           |     |
| 4     | DEF   | Roberto Tucker          |     |
| 24    | DEF   | Andrés Sánchez          |     |
| 6     | DEF   | Ruberth Quijada         |     |
| 15    | MED   | Ricardo Andreutti       |     |
| 5     | MED   | Bladimir Morales        |     |
| x     | MED   | Cesar González          | 63' |
| 14    | MED   | Juan Carlos Castellanos | 51' |
| 13    | MED   | Rómulo Otero            | 88' |
| 27    | DEL   | Edder Farías            |     |
| D. T. | D. T. | Eduardo Saragó          |     |

| 12    | POR   | José Contreras    |     |
| 28    | DEF   | Carlos Rivero     |     |
| 4     | DEF   | Wilker Ángel      |     |
| 26    | DEF   | Giácomo Di Giorgi |     |
| 3     | DEF   | Richard Badillo   |     |
| x     | MED   | Carlos Cermeño    | 25' |
| 5     | MED   | Francisco Flores  | 73' |
| 6     | MED   | Agnel Flores      |     |
| 27    | MED   | Romery Villamizar | 83' |
| 10    | DEL   | Yohandry Orozco   |     |
| 9     | DEL   | Gelmin Rivas      |     |
| D. T. | D. T. | Daniel Farías     |     |

| 18 | Centrocampista | Luis González      | 51' |
| 2  | Defensa        | Francisco Carabalí | 63' |
| x  | x              | Robert Garcés      | 88' |

| 7  | Delantero | José Miguel Reyes | 25' |
| 17 | Defensa   | José Ali Meza     | 73' |
| 17 | Delantero | Juan Azócar       | 83' |

| 19' · 90+5' | Edder Farías Edder Farías (p) | 1:0 2:0 |

| 68' · 83' · 85' | Alain Baroja Bladimir Morales Ricardo Andreutti |

| 29' · 59' · 90+4' | Agnel Flores Giácomo Di Giorgi José Contreras |

| Principal  | José Argote       |
| Asistentes | Rafael Yánez      |
|            | Elvis Gómez       |
| Cuarto     | Elvis Monasterios |

| 1     | POR   | Alain Baroja            |     |
| 29    | DEF   | Jeffre Vargas           |     |
| 4     | DEF   | Roberto Tucker          |     |
| 24    | DEF   | Andrés Sánchez          |     |
| 6     | DEF   | Ruberth Quijada         |     |
| 15    | MED   | Ricardo Andreutti       |     |
| 5     | MED   | Bladimir Morales        |     |
| x     | MED   | Cesar González          | 63' |
| 14    | MED   | Juan Carlos Castellanos | 51' |
| 13    | MED   | Rómulo Otero            | 88' |
| 27    | DEL   | Edder Farías            |     |
| D. T. | D. T. | Eduardo Saragó          |     |

| 12    | POR   | José Contreras    |     |
| 28    | DEF   | Carlos Rivero     |     |
| 4     | DEF   | Wilker Ángel      |     |
| 26    | DEF   | Giácomo Di Giorgi |     |
| 3     | DEF   | Richard Badillo   |     |
| x     | MED   | Carlos Cermeño    | 25' |
| 5     | MED   | Francisco Flores  | 73' |
| 6     | MED   | Agnel Flores      |     |
| 27    | MED   | Romery Villamizar | 83' |
| 10    | DEL   | Yohandry Orozco   |     |
| 9     | DEL   | Gelmin Rivas      |     |
| D. T. | D. T. | Daniel Farías     |     |

| 18 | Centrocampista | Luis González      | 51' |
| 2  | Defensa        | Francisco Carabalí | 63' |
| x  | x              | Robert Garcés      | 88' |

| 7  | Delantero | José Miguel Reyes | 25' |
| 17 | Defensa   | José Ali Meza     | 73' |
| 17 | Delantero | Juan Azócar       | 83' |

| 19' · 90+5' | Edder Farías Edder Farías (p) | 1:0 2:0 |

| 68' · 83' · 85' | Alain Baroja Bladimir Morales Ricardo Andreutti |

| 29' · 59' · 90+4' | Agnel Flores Giácomo Di Giorgi José Contreras |

| Principal  | José Argote       |
| Asistentes | Rafael Yánez      |
|            | Elvis Gómez       |
| Cuarto     | Elvis Monasterios |

| 1     | POR   | Alain Baroja            |     |
| 29    | DEF   | Jeffre Vargas           |     |
| 4     | DEF   | Roberto Tucker          |     |
| 24    | DEF   | Andrés Sánchez          |     |
| 6     | DEF   | Ruberth Quijada         |     |
| 15    | MED   | Ricardo Andreutti       |     |
| 5     | MED   | Bladimir Morales        |     |
| x     | MED   | Cesar González          | 63' |
| 14    | MED   | Juan Carlos Castellanos | 51' |
| 13    | MED   | Rómulo Otero            | 88' |
| 27    | DEL   | Edder Farías            |     |
| D. T. | D. T. | Eduardo Saragó          |     |

| 12    | POR   | José Contreras    |     |
| 28    | DEF   | Carlos Rivero     |     |
| 4     | DEF   | Wilker Ángel      |     |
| 26    | DEF   | Giácomo Di Giorgi |     |
| 3     | DEF   | Richard Badillo   |     |
| x     | MED   | Carlos Cermeño    | 25' |
| 5     | MED   | Francisco Flores  | 73' |
| 6     | MED   | Agnel Flores      |     |
| 27    | MED   | Romery Villamizar | 83' |
| 10    | DEL   | Yohandry Orozco   |     |
| 9     | DEL   | Gelmin Rivas      |     |
| D. T. | D. T. | Daniel Farías     |     |

| 18 | Centrocampista | Luis González      | 51' |
| 2  | Defensa        | Francisco Carabalí | 63' |
| x  | x              | Robert Garcés      | 88' |

| 7  | Delantero | José Miguel Reyes | 25' |
| 17 | Defensa   | José Ali Meza     | 73' |
| 17 | Delantero | Juan Azócar       | 83' |

| 19' · 90+5' | Edder Farías Edder Farías (p) | 1:0 2:0 |

| 68' · 83' · 85' | Alain Baroja Bladimir Morales Ricardo Andreutti |

| 29' · 59' · 90+4' | Agnel Flores Giácomo Di Giorgi José Contreras |

| Principal  | José Argote       |
| Asistentes | Rafael Yánez      |
|            | Elvis Gómez       |
| Cuarto     | Elvis Monasterios |

| 1     | POR   | Alain Baroja            |     |
| 29    | DEF   | Jeffre Vargas           |     |
| 4     | DEF   | Roberto Tucker          |     |
| 24    | DEF   | Andrés Sánchez          |     |
| 6     | DEF   | Ruberth Quijada         |     |
| 15    | MED   | Ricardo Andreutti       |     |
| 5     | MED   | Bladimir Morales        |     |
| x     | MED   | Cesar González          | 63' |
| 14    | MED   | Juan Carlos Castellanos | 51' |
| 13    | MED   | Rómulo Otero            | 88' |
| 27    | DEL   | Edder Farías            |     |
| D. T. | D. T. | Eduardo Saragó          |     |

| 12    | POR   | José Contreras    |     |
| 28    | DEF   | Carlos Rivero     |     |
| 4     | DEF   | Wilker Ángel      |     |
| 26    | DEF   | Giácomo Di Giorgi |     |
| 3     | DEF   | Richard Badillo   |     |
| x     | MED   | Carlos Cermeño    | 25' |
| 5     | MED   | Francisco Flores  | 73' |
| 6     | MED   | Agnel Flores      |     |
| 27    | MED   | Romery Villamizar | 83' |
| 10    | DEL   | Yohandry Orozco   |     |
| 9     | DEL   | Gelmin Rivas      |     |
| D. T. | D. T. | Daniel Farías     |     |

| 18 | Centrocampista | Luis González      | 51' |
| 2  | Defensa        | Francisco Carabalí | 63' |
| x  | x              | Robert Garcés      | 88' |

| 7  | Delantero | José Miguel Reyes | 25' |
| 17 | Defensa   | José Ali Meza     | 73' |
| 17 | Delantero | Juan Azócar       | 83' |

| 19' · 90+5' | Edder Farías Edder Farías (p) | 1:0 2:0 |

| 68' · 83' · 85' | Alain Baroja Bladimir Morales Ricardo Andreutti |

| 29' · 59' · 90+4' | Agnel Flores Giácomo Di Giorgi José Contreras |

| Principal  | José Argote       |
| Asistentes | Rafael Yánez      |
|            | Elvis Gómez       |
| Cuarto     | Elvis Monasterios |

| Campeón                                       |
| Caracas FC Clasifica a Copa Sudamericana 2014 |

## Goleadores
Con 6
- Edder Farías (Caracas FC)

Con 5
- Darwin Gómez (A. El Vigía)
- Gelmín Rivas (Deportivo Táchira)

Con 4
- Sergio Álvarez (UA Falcón)
- Aleiker Garcia (Policía de Lara)
- Luis Vargas (Zamora FC)
- Nestor Bareiro (Aragua FC)

Con 3
- James Cabezas (Deportivo Petare)
- Habynson Escobar (Yaracuyanos FC)
- Jesus Lugo (Aragua FC)

Con 2
- Victor Renteria (Portuguesa FC)
- Ricardo Clarke (Zamora FC)
- Gustavo Rojas (Aragua FC)
- Leonardo Zaroza (Llaneros de Guanare)
- Jesús Quintero (Deportivo Petare)
- Alejandro Guerra (Mineros de Guayana)
- Mayker González (Trujillanos FC)
- Giancarlo Maldonado (Estudiantes de Mérida)
- Marcos Aguirre (Aragua FC)
- Ramón Rodríguez (Policía de Lara)
- Andrés Sánchez (Caracas FC)
- Daniel Febles (Caracas FC)

Con 1
- 96 Jugadores.

Autogoles
- Oscar Triviño (Universidad de los Andes) A favor de (UA Falcón)
- Ender Basabe(Portuguesa FC) A favor de (Yaracuyanos FC)
- José Mera (Yaracuyanos FC) A favor de (Deportivo Táchira)

## Asistencias a los estadios
La tabla siguiente muestra la cantidad de espectadores que acumuló cada equipo en sus respectivos partidos.
| Pos. | Equipos                  | PJ | As.    | Prom. |
| ---- | ------------------------ | -- | ------ | ----- |
| 1.   | Tucanes                  | 1  | 9.052  | 9.052 |
| 2.   | Mineros                  | 2  | 11.554 | 5.777 |
| 3.   | Caracas FC               | 5  | 37.561 | 7.512 |
| 4.   | Estudiantes              | 2  | 7.910  | 3.955 |
| 5.   | Ureña SC                 | 1  | 3.200  | 3.200 |
| 6.   | Zulia FC                 | 1  | 2.941  | 2.941 |
| 7.   | Deportivo Lara           | 1  | 2.885  | 2.885 |
| 8.   | Deportivo Táchira FC     | 2  | 3.868  | 1.934 |
| 9.   | Carabobo FC              | 1  | 1.757  | 1.757 |
| 10.  | Estudiantes de Caroní    | 2  | 2.200  | 1.100 |
| 11.  | Yaracuyanos FC           | 2  | 2.043  | 1.021 |
| 12.  | Policía de Lara          | 2  | 1.966  | 983   |
| 13.  | Unión Atlético Falcón    | 2  | 1.700  | 850   |
| 14.  | Atlético El Vigía        | 2  | 1.729  | 865   |
| 15.  | Real Anzoátegui          | 1  | 758    | 758   |
| 16.  | Monagas SC               | 1  | 693    | 693   |
| 17.  | Universidad Central      | 2  | 1.332  | 666   |
| 18.  | Llaneros de Guanare      | 1  | 650    | 650   |
| 19.  | Portuguesa FC            | 2  | 1.152  | 576   |
| 20.  | Metropolitanos FC        | 1  | 504    | 504   |
| 21.  | Universidad de los Andes | 1  | 500    | 500   |
| 22.  | Guatire FC               | 2  | 563    | 282   |
| 23.  | Trujillanos FC           | 2  | 519    | 260   |
| 24.  | Deportivo San Antonio    | 2  | 500    | 250   |
| 25.  | Arroceros de Calabozo    | 1  | 215    | 215   |
| 26.  | Aragua FC                | 2  | 1990   | 995   |
| 27.  | SC Guaraní               | 1  | 166    | 166   |
| 28.  | Lotería del Táchira      | 1  | 165    | 165   |
| 29.  | Deportivo La Guaira      | 1  | 150    | 150   |
| 30.  | Deportivo Petare         | 2  | 480    | 240   |
| 31.  | Angostura FC             | 1  | 65     | 65    |
| 32.  | Atlético Venezuela       | 1  | 4.081  | 4.081 |